# Abdelmalik Lahoulou
Abdelmalik Lahoulou (ur. 7 maja 1992 w Dżidżal) – algierski lekkoatleta specjalizujący się w biegu na 400 metrów przez płotki.

## Kariera
Bez powodzenia startował na mistrzostwach świata juniorów (2010) i juniorów młodszych (2009). W 2011 zdobył złoto juniorskich mistrzostw Afryki w Gaborone. Złoty i brązowy medalista igrzysk solidarności islamskiej (2013). Srebrny medalista uniwersjady (2015). W tym samym roku stanął na najwyższym stopniu podium igrzysk afrykańskich oraz zdobył złoto i srebro na światowych igrzyskach wojskowych. Na półfinale zakończył swój występ podczas mistrzostw świata w Pekinie (2015). Był półfinalistą letnich igrzysk olimpijskich w Rio de Janeiro. W kolejnych latach swej kariery wywalczył brązowy medal uniwersjady w Tajpej, brązowy medal igrzysk śródziemnomorskich w Tarragonie, złoty medal mistrzostw Afryki w Asabie, złoty medal igrzysk afrykańskich w Rabacie oraz tytuł wicemistrza podczas czempionatu Afryki w Saint-Pierre, a także złoty medal w sztafecie 4 × 400 metrów i brązowy w biegu na 400 metrów przez płotki na igrzyskach śródziemnomorskich w 2022 w Oranie.
Wielokrotny złoty medalista mistrzostw Algierii.
Rekord życiowy w biegu na 400 metrów przez płotki: 48,39 (28 września 2019, Doha) rekord Algierii.

## Osiągnięcia
| Rok  | Impreza                               | Miejsce        | Konkurencja                | Lokata     | Wynik   |
| ---- | ------------------------------------- | -------------- | -------------------------- | ---------- | ------- |
| 2009 | Mistrzostwa świata juniorów młodszych | Bressanone     | bieg na 400 m przez płotki | eliminacje | 55,30   |
| 2010 | Mistrzostwa świata juniorów           | Moncton        | bieg na 400 m przez płotki | eliminacje | 53,00   |
| 2011 | Mistrzostwa Afryki juniorów           | Gaborone       | bieg na 400 m przez płotki | 1. miejsce | 51,69   |
| 2013 | Igrzyska śródziemnomorskie            | Mersin         | bieg na 400 m przez płotki | 7. miejsce | 51,09   |
| 2013 | Igrzyska śródziemnomorskie            | Mersin         | sztafeta 4 × 400 m         | 4. miejsce | 3:08,27 |
| 2013 | Igrzyska solidarności islamskiej      | Palembang      | bieg na 400 m przez płotki | 1. miejsce | 50,96   |
| 2013 | Igrzyska solidarności islamskiej      | Palembang      | sztafeta 4 × 400 m         | 3. miejsce | 3:09,04 |
| 2014 | Mistrzostwa Afryki                    | Marrakesz      | bieg na 400 m przez płotki | eliminacje | 51,67   |
| 2015 | Uniwersjada                           | Gwangju        | bieg na 400 m przez płotki | 2. miejsce | 48,99   |
| 2015 | Mistrzostwa świata                    | Pekin          | bieg na 400 m przez płotki | półfinał   | 48,87   |
| 2015 | Igrzyska afrykańskie                  | Brazzaville    | bieg na 400 m przez płotki | 1. miejsce | 48,67   |
| 2015 | Igrzyska afrykańskie                  | Brazzaville    | sztafeta 4 × 400 m         | 3. miejsce | 3:03,07 |
| 2015 | Światowe wojskowe igrzyska sportowe   | Mungyeong      | bieg na 400 m przez płotki | 1. miejsce | 49,43   |
| 2015 | Światowe wojskowe igrzyska sportowe   | Mungyeong      | sztafeta 4 × 400 m         | 2. miejsce | 3:03,78 |
| 2016 | Igrzyska olimpijskie                  | Rio de Janeiro | bieg na 400 m przez płotki | półfinał   | 49,08   |
| 2017 | Mistrzostwa panarabskie               | Radis          | bieg na 400 m przez płotki | 1. miejsce | 49,05   |
| 2017 | Mistrzostwa panarabskie               | Radis          | sztafeta 4 × 400 m         | 1. miejsce | 3:05,49 |
| 2017 | Mistrzostwa świata                    | Londyn         | bieg na 400 m przez płotki | półfinał   | 49,33   |
| 2017 | Uniwersjada                           | Tajpej         | bieg na 400 m przez płotki | 3. miejsce | 49,30   |
| 2018 | Igrzyska śródziemnomorskie            | Tarragona      | bieg na 400 m przez płotki | 4. miejsce | 49,45   |
| 2018 | Igrzyska śródziemnomorskie            | Tarragona      | sztafeta 4 × 400 m         | 3. miejsce | 3:05,28 |
| 2018 | Mistrzostwa Afryki                    | Asaba          | bieg na 400 m przez płotki | 1. miejsce | 48,47   |
| 2018 | Mistrzostwa Afryki                    | Asaba          | sztafeta 4 × 400 m         | 5. miejsce | 3:05,27 |
| 2018 | Puchar interkontynentalny             | Ostrawa        | bieg na 400 m przez płotki | 5. miejsce | 49,12   |
| 2019 | Mistrzostwa panarabskie               | Kair           | bieg na 400 m przez płotki | 1. miejsce | 48,95   |
| 2019 | Mistrzostwa panarabskie               | Kair           | sztafeta 4 × 400 m         | 2. miejsce | 3:07,85 |
| 2019 | Igrzyska afrykańskie                  | Rabat          | bieg na 400 m przez płotki | 1. miejsce | 49,08   |
| 2019 | Mistrzostwa świata                    | Doha           | bieg na 400 m przez płotki | 8. miejsce | 49,46   |
| 2019 | Światowe wojskowe igrzyska sportowe   | Wuhan          | bieg na 400 m przez płotki | 2. miejsce | 49,68   |
| 2019 | Światowe wojskowe igrzyska sportowe   | Wuhan          | sztafeta 4 × 400 m         | 3. miejsce | 3:06,67 |
| 2021 | Mistrzostwa panarabskie               | Radis          | bieg na 400 m przez płotki | 1. miejsce | 49,45   |
| 2021 | Igrzyska olimpijskie                  | Tokio          | bieg na 400 m przez płotki | półfinał   | 49,14   |
| 2022 | Mistrzostwa Afryki                    | Saint-Pierre   | bieg na 400 m przez płotki | 2. miejsce | 50,10   |
| 2022 | Igrzyska śródziemnomorskie            | Oran           | bieg na 400 m przez płotki | 3. miejsce | 48,87   |
| 2022 | Igrzyska śródziemnomorskie            | Oran           | sztafeta 4 × 400 m         | 1. miejsce | 3:03,41 |
| 2022 | Mistrzostwa świata                    | Eugene         | bieg na 400 m przez płotki | półfinał   | 48,90   |
| 2022 | Igrzyska solidarności islamskiej      | Konya          | bieg na 400 m przez płotki | 3. miejsce | 49,15   |
| 2022 | Igrzyska solidarności islamskiej      | Konya          | sztafeta 4 × 400 m         | 2. miejsce | 3:04,52 |
| 2023 | Mistrzostwa świata                    | Budapeszt      | bieg na 400 m przez płotki | eliminacje | DNF     |
| 2024 | Igrzyska afrykańskie                  | Akra           | bieg na 400 m przez płotki | 6. miejsce | 50,34   |
| 2024 | Mistrzostwa Afryki                    | Duala          | bieg na 400 m przez płotki | 3. miejsce | 49,36   |